# Acalypha aliena
Acalypha aliena är en törelväxt som beskrevs 1891 av Townshend Stith Brandegee. Arten ingår i släktet Acalypha och familjen törelväxter. Den förekommer ursprungliga från Mexiko till Nicaragua och inga underarter finns listade i Catalogue of Life. Det är en ettårig växt som främst växer i säsongsmässigt torra tropiska miljöer.